# Арсенали
«Арсенали» Тбилиси — грузинский футбольный клуб из Тбилиси. Основан в 1940 году под название АСК Тбилиси, с 1998 года — «Арсенали». Клуб провёл два сезона в чемпионате Грузии, наивысшим достижением команды является 9-е место в сезоне 1998/99. Полуфиналист Кубка Грузии сезона 1998/99.

## Результаты выступлений
| Сезон   | «Арсенали»        | «Арсенали»   | «Арсенали» | «Арсенали-2» (вторая команда клуба) | «Арсенали-2» (вторая команда клуба) | «Арсенали-2» (вторая команда клуба) |
| Сезон   | Первенство        | Первенство   | Кубок      | Первенство                          | Первенство                          | Кубок                               |
| Сезон   | лига/дивизион     | Место        | Кубок      | лига/дивизион                       | Место                               | Кубок                               |
| ------- | ----------------- | ------------ | ---------- | ----------------------------------- | ----------------------------------- | ----------------------------------- |
| 1997/98 | Первая лига (Д-2) | 1 (зонал.) ▲ |            |                                     |                                     |                                     |
| 1998/99 | Высшая лига (Д-1) | 9 из 16      | 1/2        | Первая лига (Д-2)                   | 4 (Восток-А)                        | 1/32                                |
| 1999/00 | Высшая лига (Д-1) | 15 из 16 ▼   | 1/16       | Первая лига (Д-2)                   | 3 (Восток-Б)                        | 1/32                                |

## Достижения
Первая лига Грузии
- Победитель зонального турнира: 1997/98

## Тренеры
- 1998:  Отар Коргалидзе